# Saint-Martin-de-Vaulserre
Saint-Martin-de-Vaulserre település Franciaországban, Savoie megyében. Lakosainak száma 241 fő (2022. január 1.). Saint-Martin-de-Vaulserre Pressins, Saint-Albin-de-Vaulserre, Saint-Bueil, Saint-Jean-d’Avelanne és Velanne községekkel határos.

## Népesség
A település népessége az elmúlt években az alábbi módon változott:
| Lakosok száma | 164  | 155  | 191  | 218  | 256  | 262  | 260  | 248  | 247  | 241  |
|               | 1968 | 1982 | 1990 | 2006 | 2013 | 2015 | 2017 | 2019 | 2020 | 2022 |